# Полет 2216 на „Чеджу Еър“
Полет 2216 на „Чеджу Еър“ е редовен международен пътнически полет от летище Суварнабхуми, Банкок, Тайланд, до международното летище „Муан“, Муан, Чъла-Намдо, Южна Корея, изпълняван от „Чеджу Еър“. На 29 декември 2024 г. самолетът „Боинг 737 Некст Дженерейшън-8AS“, който изпълнява полета, се сблъсква с птици, докато приближава Муан, екипажът минава на втори кръг, но при втория опит за кацане предният колесник не се разгъва и самолетът се приземява „по корем“ отвъд нормалната зона за кацане. Така той продължава с висока скорост, сблъсква се със системата за осветление на подхода и се разбива в насип, който обгражда бетонна конструкция, свързана със системата за кацане по прибори. Загиват 179 души на борда и оцеляват само двама членове на кабинния екипаж.
Катастрофата се разследва от Южнокорейския съвет за разследване на авиационни и железопътни произшествия с помощта на Националния съвет за безопасност на транспорта на САЩ, Федералната авиационна администрация и „Боинг“. Към 1 януари 2025 г. първоначалните данни от звукозаписващото устройство са извлечени и предварителен доклад е публикуван на 27 януари.
Към юли 2025 г. това е най-смъртоносната авиационна катастрофа с участието на южнокорейски самолет след катастрофата при полет 801 на „Кориън Еър“ в Гуам през 1997 г., а също и най-смъртоносната в Южна Корея, след като надминава броя на жертвите на катастрофата при полет 129 на „Чайна Еър“ през 2002 г., при която загиват 129 души. Това е първата фатална катастрофа в 19-годишната история на „Чеджу Еър“ и е най-смъртоносната авиационна катастрофа след катастрофата на самолета, който изпълнява полет 610 на „Лайън Еър“ през 2018 г.